# Кулагина, Елена Фёдоровна
Елена Фёдоровна Кулагина (род. 17 мая 1964, Челябинск) — советская и российская артистка балета, педагог, народный артист России (1997).

## Биография
Елена Фёдоровна Кулагина родилась 17 мая 1964 года в Челябинске.
В 1982 году окончила Пермское хореографическое училище (педагог Людмила Сахарова).
В 1982—2008 годах была солисткой, примой-балериной Пермского академического театра оперы и балета имени П. И. Чайковского. Танцевала с такими артистами как Сергей Александров, Александр Гуляев, Виктор Баранов, Михаил Завьялов, Виталий Полещук, Александр Волков, Роман Геер.
Преподаёт классический танец в частной школе хореографии и современного танца «Фуэте».
С 2010 года служит педагогом-репетитором балетной труппы Пермского академического театра оперы и балета им. П. И. Чайковского.

## Семья
- Сын — Артур Шестериков, был солистом Пермского академического театра оперы и балета, сейчас — артист Королевского балета Нидерландов.
- Сын — Герман Шестериков.

## Награды и премии
- Орден Дружбы (02.02.2004).
- Народный артист России (19.11.1997)[2].
- Заслуженный артист России (1994).
- Лауреат театральной премии фестиваля «Волшебная кулиса» (2003, Пермь).
- Приз «Душа танца» редакции журнала «Балет» и Министерства культуры России в номинации «Звезда» (2004).

## Работы в театре
- «Шопениана» Михаила Фокина — солистка
- «Щелкунчик» П. И. Чайковский — Маша
- «Спартак» А. Хачатуряна — Фригия
- «Баядерка» — Никия
- «Раймонда» — Раймонда
- «Сильфида» — Сильфида
- «Шахматы» — Чёрная Королева
- «Пер Гюнт» — Анитра, Дочь Горного Короля
- «Спящая красавица» П. Чайковского — Аврора
- «Лебединое озеро» П. И. Чайковского — Одетта-Одиллия
- «Pa de Quatre» — Мария Тальони
- «Ромео и Джульетта» — Джульетта
- «Золушка» С. Прокофьев — Золушка
- «Дон Кихот»  Л. Минкуса — Китри
- «Жизель» А. Адана — Жизель
- «Анюта» А. Гаврилин — Анюта
- «Бахчисарайский фонтан» — Зарема
- «Пиковая дама» — Лиза
- «Вечер балета» Дж. Баланчин
- «Сомнамбула» — Сомнамбула
- «Ballet Imperial»
- «Семь смертных грехов» — Анна
- «Мастер и Маргарита» — Маргарита